# Komisariat Straży Celnej „Lipinki”

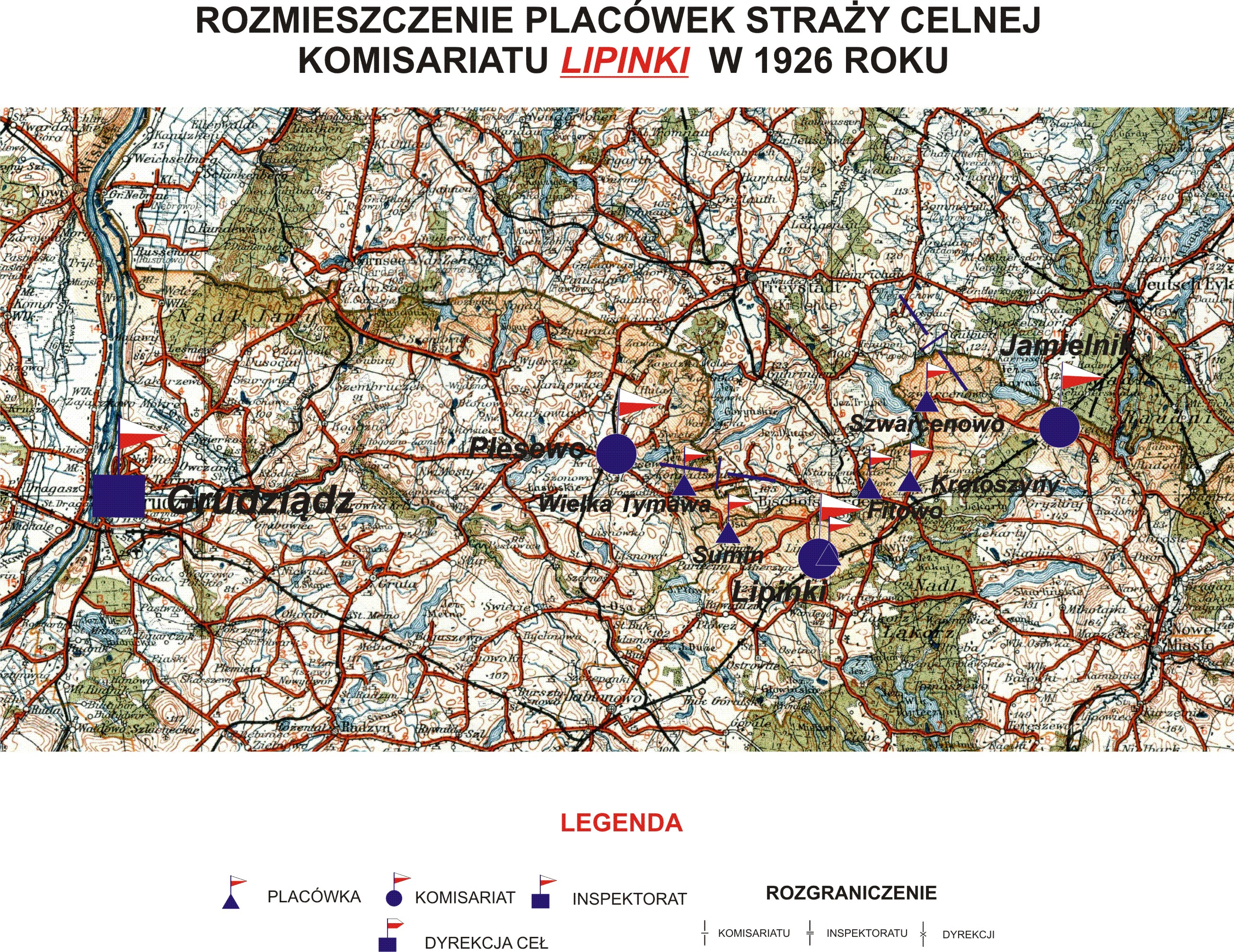
Rozmieszczenie placówek SC komisariatu "Lipinki" w 1926 r.

Komisariat Straży Celnej „Lipinki” – jednostka organizacyjna Straży Celnej pełniąca służbę ochronną na granicy polsko-niemieckiej w latach 1921–1928.

## Formowanie i zmiany organizacyjne
Na wniosek Ministerstwa Skarbu, uchwałą z 10 marca 1920 roku, powołano do życia Straż Celną. Od połowy 1921 roku jednostki Straży Celnej rozpoczęły przejmowanie odcinków granicy od pododdziałów Batalionów Celnych. W 1922 roku w Lipinkach stacjonował sztab 1 kompanii 16 batalionu celnego. Pododdziały 16 batalionu celnego zostały zluzowane przez strażników celnych 14 marca 1922 roku o godzinie 12:00 . Proces tworzenia Straży Celnej trwał do końca 1922 roku. Komisariat Straży Celnej „Lipinki”, wraz ze swoimi placówkami granicznymi, wszedł w podporządkowanie Inspektoratu Straży Celnej „Grudziądz”.
W drugiej połowie 1927 roku przystąpiono do gruntownej reorganizacji Straży Celnej. W praktyce skutkowało to rozwiązaniem tej formacji granicznej. Rozporządzeniem Prezydenta Rzeczypospolitej Polskiej Ignacego Mościckiego z 22 marca 1928 roku w jej miejsce powoływano z dniem 2 kwietnia 1928 roku Straż Graniczną.
Rozkazem nr 1 z 12 marca 1928 roku w sprawach organizacji Mazowieckiego Inspektoratu Okręgowego, Naczelny Inspektor Straży Celnej gen. bryg. Stefan Pasławski powołał komisariat Straży Granicznej „Krotoszyny” z podkomisariatem Dusocin, który przejął ochronę granicy od rozwiązywanego komisariatu Straży Celnej. 

## Służba graniczna
Sąsiednie komisariaty
- komisariat Straży Celnej „Jamielnik” ⇔  komisariat Straży Celnej „Plesewo” − 1926

## Funkcjonariusze komisariatu
Obsada personalna w 1926:
- kierownik komisariatu – komisarz Tomasz Homerczyk
- pomocnik kierownika komisariatu –

## Struktura organizacyjna
Organizacja komisariatu w 1926 roku:
- komenda – Lipinki
- placówka Straży Celnej „Wielka Tymawa”
- placówka Straży Celnej „Sumin”
- placówka Straży Celnej „Lipinki”
- placówka Straży Celnej „Fitowo”
- placówka Straży Celnej „Krotoszyny”
- placówka Straży Celnej „Szwarcenowo”